# پهسو
پهسو (به انگلیسی: Passu) یک روستا در پاکستان است که در گلگت-بلتستان واقع شده‌است.